# ミハイル・ヤコヴレヴィチ・ススリン
ミハイル・ヤコヴレヴィチ・ススリン（ロシア語: Михаи́л Я́ковлевич Су́слин、1894年11月15日 - 1919年10月21日）は、ロシアの数学者で、一般位相論と記述集合論に偉大な貢献を遺した。
彼の名前は専ら、ススリンの問題に関連して語られる。ススリンの問題は全順序集合に関連する問題で、集合論の標準的な公理系ZFCと独立であることが知られている。
彼は解析集合の理論に大きく貢献し、しばしば彼の活躍以降、解析集合は木を通して定義可能な実数集合の一種として表現される。
彼はニコライ・ルージン (en:Nikolai Luzin) の下で研究生をしていた頃、ルベーグの議論（ルベーグは{\displaystyle \mathbb {R} ^{2}}内のボレル集合からの実直線への射影はボレル集合になることを証明できたと信じていた。）に誤りがあったことを発見した。
1919年、ロシア内戦下のモスクワで当時流行していたチフスで亡くなった。